# Бояркинский сельсовет (Раменский район)
Бояркинский сельсовет — упразднённая административно-территориальная единица, существовавшая на территории Московской губернии и Московской области до 1954 и в 1960—1967 годах.
Бояркинский с/с был образован в первые годы советской власти. По данным 1919 года он входил в состав Велинской волости Бронницкого уезда Московской губернии.
10 октября 1927 года Велинская волость была преобразована в Велинско-Вохринскую.
В 1926 году в состав Бояркинского с/с вошла деревня Бояркино.
В 1929 году Бояркинский с/с был отнесён к Бронницкому району Коломенского округа Московской области.
2 ноября 1931 года к Бояркинскому с/с был присоединён Марковский с/с (селение Марково).
17 июля 1939 года к Бояркинскому с/с был присоединён Петровский с/с (селение Петровское).
14 июня 1954 года Бояркинский с/с был упразднён, а его территория передана в Никулинский с/с.
20 августа 1960 года Бояркинский с/с был восстановлен в Раменском районе. В его состав вошли Рыбаковский с/с (селения Белозериха, Захариха, Малахово и Рыбаки) и селения Бояркино, Марково и Петровское упразднённого Никулинского с/с.
1 февраля 1963 года Раменский район был упразднён и Бояркинский с/с вошёл в Люберецкий сельский район. 11 января 1965 года Бояркинский с/с был возвращён в восстановленный Раменский район.
11 сентября 1967 года Бояркинский с/с был упразднён. При этом селения Белозериха, Захариха, Малахово и Рыбаки были переданы в Заболотьевский с/с, а Бояркино, Марково и Петровское — в Кузнецовский с/с.